# Brandy Talore
Brandy Talore (Toledo, Ohio, 1982. február 2. –) amerikai pornószínésznő.
Brandy Talore Ohioban nőtt fel Genoa külvárosában. Gimnáziumban pompomos lány volt. Első gyereke után modellkedett. Sztriptíz táncosként dolgozott a felnőtt iparban. Meztelen képek jelentek meg róla két évig, amíg nem kezdett el hardcore filmekben játszani 22 éves korában, 2004-ben. F.A.M.E.-díjat nyert kedvenc új csillag kategóriában. 2007-ben második gyereke született meg.

## Válogatott filmográfia
| - 2012 Tit-illation - 2011 Big Breast Nurses 5 - 2010 Titlicious 2 - 2010 That's My Girl - 2009 All-Star Sluts - 2009 Kick Ass Chicks 65: Big Tit Teens - 2009 Naturally Yours 5 - 2009 Real Big Tits - 2008 Big Tits at School 3 | - 2008 Big Tits at Work 3 - 2008 Curve Appeal - 2007 Kick Ass Chicks 46: Cornfed Cuties - 2007 Big Tops - 2007 Big Wet Tits 4 - 2007 Brandy Talore: Huge & Natural - 2007 Meet the Twins 10 - 2007 Monster Mounds |